# Obenrohleder
Obenrohleder ist eine Hofschaft im Norden der bergischen Großstadt Wuppertal.

## Lage und Beschreibung
Die Hofschaft liegt im Norden des Wohnquartiers Siebeneick im Stadtbezirk Uellendahl-Katernberg auf einer Höhe von 247 m ü. NHN nördlich der Wasserscheide der Flusssysteme der Wupper und der Ruhr. 
Benachbarte Orte sind Schneis, Webershaus, Brink, Frickenhaus, Untenrohleder, Schmitzhaus, Heidacker, Worth, Schevensiepen, Krieg und Wolfsholz. Nordöstlich befindet sich die Erhebung Woltersberg im Waldgebiet Große Busch/An Woternocken.
In der lokalen Mundart wurde der Ort auch als oven Roaleederesch bezeichnet.

## Geschichte
Im 19. Jahrhundert gehörte Obenrohleder zu der Bauerschaft Obensiebeneick und der Kirchengemeinde Dönberg in der Bürgermeisterei Hardenberg, die 1935 in Neviges umbenannt wurde. Damit gehörte es von 1816 bis 1861 zum Kreis Elberfeld und ab 1861 zum alten Kreis Mettmann. 
Der Ort ist auf der Gemeinde Charte des Parzellar Katasters der Bürgermeisterei Hardenberg von 1815/16 als Oben Roledar eingezeichnet. Im Gemeindelexikon für die Provinz Rheinland von 1888 werden zwei Wohnhäuser mit neun Einwohnern angegeben.
Mit der Kommunalreform von 1929 wurde der südöstliche Teil von Obensiebeneick um Obenrohleder abgespalten und zusammen mit südlichen Dönberger Ortschaften in die neu gegründete Stadt Wuppertal eingemeindet, der Rest Obensiebeneicks verblieb zunächst bei Neviges. Durch die nordrhein-westfälische Gebietsreform kam Neviges mit Beginn des Jahres 1975 zur Stadt Velbert und das restliche Obensiebeneick wurde ebenfalls Wuppertal eingemeindet.